# Ensayo de un catálogo de periodistas españoles del siglo XIX
El Ensayo de un catálogo de periodistas españoles del siglo XIX es un diccionario biográfico de Manuel Ossorio y Bernard publicado entre 1903 y 1904.

## Descripción
| «Necesidad social y género literario, el periodismo realiza hoy una misión de altísima importancia. Al proclamarlo así, nada más justo que recordar á "los precursores", pues como diría el fabulista, observando las cien diversas preparaciones de los huevos, no debe olvidarse al que nos trajo las gallinas» —Ossorio y Bernard, en la introducción al catálogo |

Se trata de una obra que recopila breves extractos biográficos de periodistas de España del siglo XIX. Su obra cumbre, comenzó a publicarse en cuadernillos en 1903 y terminaría en el año de su fallecimiento. Ossorio y Bernard, destacado bibliógrafo, había publicado ya por entonces una Galería biográfica de artistas españoles del siglo XIX (1868-1869 y revisada en 1883-1884), unos Apuntes para un diccionario de escritoras españolas del siglo XIX (1889-1890), un Diccionario biográfico internacional de escritores y artistas del siglo XIX (1890) con Carlos Frontaura y Vázquez y unos Apuntes para un diccionario de escritoras americanas del siglo XIX (1891-1892).
Definido por el propio autor como «ligera enumeración de cuantos han consagrado sus esfuerzos a la labor periodística, con somera indicación del servicio prestado y lugares y fechas en que lo ha sido», el catálogo proporciona, según Ayala Aracil, «una enorme riqueza de datos». «El Catálogo [...], aun limitado y deficiente [...], basta para formar aproximada idea de la importancia que logró en el pasado siglo la prensa», asevera en la introducción Ossorio y Bernard. En alguna entrada biográfica señala las fuentes que le han servido de inspiración: en la de Eugenio Hartzenbusch e Hiriart, por ejemplo, apunta que sus Apuntes para un catálogo de periódicos madrileños desde el año 1661 al 1870 fueron «auxiliar poderosísimo» en su trabajo, al igual que otra de sus obras, Unos cuantos seudónimos de escritores españoles. Mientras tanto, en la entrada de su hija, María de Atocha Ossorio y Gallardo, dice: «Ha prestado muy activo concurso al autor de este Catálogo en todas sus publicaciones».
En febrero de 1904, en una pieza autobiográfica publicada en la revista Gente Vieja, decía lo siguiente: «Ahora descanso de mis tareas habituales barajando nombres y biografías de quince mil periodistas españoles, que es una bonita cantidad de materiales para quien se atreva á escribir la historia de la prensa española». Hernández Cano, en su entrada para el Diccionario biográfico español, lo tacha de «excelente» y asegura que es «aún hoy de consulta obligada». Es considerada por José Altabella una «primera fuente imprescindible» para numerosas obras enciclopédicas, bibliográficas y de consulta posteriores.